# Цзилинь Байцзя
«Цзилинь Байцзя» (кит. 吉林百嘉) — китайский футбольный клуб из провинции Цзилинь, город Чанчунь, выступающий в третьей по значимости китайской лиге.

## История
Будущая футбольная команда начала выступать с 2011 года в рамках любительских лиг. В 2015 году представляла провинцию Цзилинь и город Чанчунь в Северной региональной лиге. С этого же периода начинаются поиски спонсора для участия в системе профессиональных лиг Китая. Название команды было составным от двух основных спонсоров, которые пришли в 2015 году. Футбольный клуб «Цзилинь Байцзя» был основан 19 января 2016 года. Официально зарегистрирован и получил профессиональный статус 28 января 2016 года. В розыгрыше любительской лиги Китая 2016 года команда заняла пятое место и получила возможность со следующего сезона выступать в в третьей по значимости китайской лиге, а также прошла все необходимые процедуры. 

## Достижения
- На конец сезона 2018 года[2]

Достижения по сезонам
| Сезон    | 2016 | 2017 | 2018 |
| -------- | ---- | ---- | ---- |
| Дивизион | 4    | 3    | 3    |
| Место    | 5    | 20   | 14   |